# Am Ziegelbusch
Am Ziegelbusch bezeichnet einen Statistischen Bezirk in Darmstadt-Nord. Er wird im Süden durch den Rhönring, im Westen durch die Frankfurter Straße, im Osten durch die Bahnstrecke und im Norden durch die Stadtteile Arheilgen und Kranichstein begrenzt.

## Infrastruktur und Sehenswürdigkeiten
- Bernhard-Adelung-Schule
- Bertolt-Brecht-Schule Darmstadt
- Bürgerpark Nord
- Christian-Morgenstern-Schule
- Christoph-Graupner-Schule
- Eissporthalle
- Ernst-Elias-Niebergall-Schule
- Freie evangelische Gemeinde
- Heinrich-Emanuel-Merck-Schule
- JEB Citykirche Darmstadt
- Martin-Behaim-Schule
- Messplatz
- Nordbad
- Waldspirale
- Ziegelhütte

## Regelmäßige Veranstaltungen
- September: Herbstmess’[3]